# Ermengol V. (Urgell)
Ermengol V. der von Mollerussa (katalanisch Ermengol el de Mollerussa; † 11. September 1102) war ein Graf von Urgell aus dem Haus Barcelona. Er war ein Sohn des Grafen Ermengol IV. von Urgell († 1092) und dessen erster Frau Lucia.
Ermengol V. folgte seinem 1092 gestorbenen Vater in Urgell nach. Am 11. September 1102 führte er bei der Ortschaft Mollerussa in der Nähe von Lleida ein Heer aus 300 Mann gegen ein Heer der Almoraviden und wurde im Kampf getötet. Basierend auf dem lateinischen Namen des Sterbeorts (Maioricæ), wie ihn unter anderem die Chronik von San Juan de la Peña nennt, wurde er in der alten Geschichtsschreibung häufig mit Mallorca identifiziert. So sah sich bereits im 16. Jahrhundert Jéronimo Zurita zu einer Richtigstellung des Sachverhalts veranlasst.
Ermengol V. war verheiratet mit der kastilischen Adligen María Pérez, der Tochter des Grafen Pedro Ansúrez, welcher bis 1109 die Regentschaft in Urgell geführt hatte. Die Kinder aus der Ehe waren:
- Ermengol VI. (* um 1095, † 28. Juni 1154), Graf von Urgell.
- Estefanía (gründete 1143 die Zisterzienserabtei Santa María von Valbuena); ⚭ mit Fernando García de Castro, 2. ⚭ mit Rodrigo González de Lara.